# Spel vanden heilighen sacramente vander Nyeuwervaert

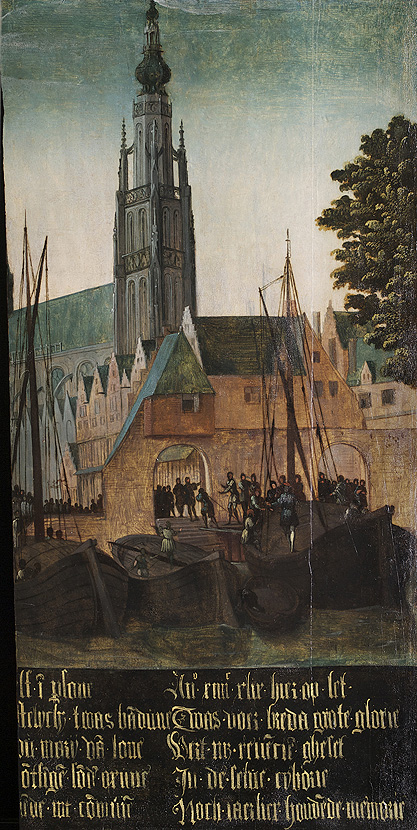
Afbeelding van de aankomst van het Sacrament van Niervaert in de haven van Breda op een 16e-eeuwse paneelschildering.

Het Spel vanden heilighen sacramente vander Nyeuwervaert is een toneelstuk over het Sacrament van Niervaert dat werd geschreven door de Brusselse stadsdichter Jan Smeken. Hij deed dat in opdracht van het Gilde van het Heilig Sacrament in Breda. Het is het enige bewaard gebleven Sacramentsspel in de Nederlandse taal.

## Inhoud
Het 'Spel vanden heilighen sacramente vander Nyeuwervaert' begint met een dialoog tussen twee duiveltjes die 'Sondich Becoren' (Bekoring tot Zonde) en 'Belet van Dueghden' (Belemmering tot Deugd) heten. De duiveltjes zijn bang dat het heilige Sacrament van Niervaert gevonden zal worden. In de omgeving Niervaert ruiken Jan Bautoen en twee vrouwen namelijk een heerlijke geur en ze concluderen dat er op die plaats iets begraven moet liggen. Jan Bautoen vindt in de aarde een hostie die meteen begint te bloeden als hij ze opraapt. Verontrust laat hij de bloedende hostie vallen. Een van de vrouwen gaat naar de kerk om de pastoor te halen. De pastoor besluit, nadat hij het verhaal gehoord heeft, dat de hostie 'God zelve' moet zijn. Hij neemt de hostie mee en geeft het een veilige plaats in de parochiekerk. De duiveltjes zijn kwaad dat de hostie ontdekt is en besluiten wraak te nemen.
'Belemmering tot Deugd' weet enkele heren uit het bisdom Luik aan het twijfelen te brengen over de echtheid van de bloedende hostie als Sacrament. Een van hen, Macharius, vertrekt daarom naar Niervaert om  onderzoek te doen. Hij geeft de hostie vijf steken, ziet dat ze blijft bloeden en beseft dat het een echt Sacrament is. Macharius krijgt het zwaar ter verduren, onder andere door Jan Bautoen en de pastoor van Niervaert, vanwege zijn arrogantie en aanvankelijke ongelovigheid.
'Belemmering tot Deugd' en 'Bekoring tot Zonde' zijn boos omdat het Sacrament zoveel wonderen verricht, vooral met betrekking tot kinderen. Ze zijn bang voor Lucifer en willen daarom zo veel mogelijk zieltjes naar de hel verbannen om het goed te maken. Ze besluiten naar Pruisen te gaan waar een veldslag tussen christenen, onder leiding van Wouter van Kersbeke, en heidenen plaatsvindt. De heidenen zijn in de meerderheid en nemen Van Kersbeke en enkele van zijn mannen gevangen. De gevangengenomen christenen bidden tot het Sacrament van Niervaert. Er gebeurt een wonder want de heidenen besluiten de gevangenen niet op de brandstapel te werpen. Uiteindelijk wordt Van Kersbeke bevrijd uit de gevangenis. Ook de duiveltjes zijn  tevreden. Zij hebben door de veldslag talloze zielen in de hel kunnen werpen en hopen daarom op de vergiffenis van hun heer Lucifer.
Het Sacrament blijft ondertussen steeds meer mirakels verwezenlijken, maar door een overstroming in Niervaert komt de heilige hostie in gevaar. De duiveltjes maken een plan om naar Niervaert te gaan en daar alles voorgoed in het water te laten verzinken. Zo zullen ze voor eens en voor altijd een eind maken aan het Sacrament en zijn wonderen. 
Het plan van de duiveltjes dreigt in duigen te vallen omdat de hostie verplaatst zal worden naar Breda. Jan Drossaard van Brabant, graaf van Nassau en heerser over de baronie Breda kan door de overstroming Niervaert echter niet bereiken. Hij schrijft daarom naar de bisschop van Luik en vraagt hem om hulp. De bisschop zorgt ervoor dat het Sacrament beschermd blijft door de kerk van Niervaert te laten verstevigen. Het Sacrament komt ten slotte veilig en wel in Breda aan en verricht ook daar vele wonderen. De duiveltjes bekvechten met elkaar en beseffen dat ze echt verdoemd zijn want de hostie is nu officieel tot voorwerp van verering verklaard. Ze besluiten dat ze toch hun best gedaan hebben door zo veel mogelijk kwaad te stichten en vliegen  weg om elders taken voor Lucifer uit te gaan voeren.

## Vorm
Het spel bestaat uit 1325 verzen, grotendeels in gepaard rijm. Enkele passages hebben een meer verfijnd rijmschema, onder meer enkele rondelen en een refrein. Daarnaast is er een proloog van twaalf strofen (rijmschema ABABBCC) en een epiloog (of naprologhe) van zes strofen (ABABBBCC).

## Handschrift
Het spel is in de vorm van Den boeck vanden heilighen sacramente vander nyeuwervaert in slechts een exemplaar bewaard gebleven. Het gaat om een verzamelhandschrift in het archief van de voormalige Sint-Barbarakerk (Breda). Dat handschrift dateert van ca. 1520-1540 en werd vervaardigd voor het Gilde van den Heiligen Sacramente vander Nyeuwervaert dat in 1463 te Breda is opgericht. Behalve het toneelstuk met pro- en epiloog bevat de codex onder meer het reglement van het Gilde en een prozakroniek over alle wonderen die aan het Sacrament van Niervaert werden toegeschreven. De hele codex is door een enkele kopiist overgeschreven.

## Auteurschap, ontstaanscontext en datering
In het Bredase handschrift wordt de tekst nadrukkelijk aan Smeken toegeschreven. Smeken fecit ('Smeken maakte het') staat er onder de proloog en aan het einde van het stuk. Een dergelijke ondertekening vinden we ook bij ander werk van de stadsdichter van Brussel. Dat hij de auteur moet zijn blijkt ook uit de twee duiveltjes Sondich Becoren en Belet van Dueghden die door Smeken ook werden opgevoerd in de Spelen van de Zeven Weeën die hij tussen 1508 en 1514 in Brussel schreef.
Afgezien van de duiveltjes ontleende Jan Smeken de inhoud van zijn toneelstuk volledig aan de kroniek die in hetzelfde verzamelhandschrift is overgeleverd. Mede daardoor kan worden aangenomen dat Smeken zijn spel heeft geschreven in opdracht van het Bredase Gilde.
Wanneer Smeken dit toneelstuk precies heeft geschreven is niet bekend. In het onderzoek wordt doorgaans een datering in 1500 of eerder aangenomen. In de rekeningen van de stad Breda staat immers een opvoering van zo'n spel geregistreerd op 24 juni 1500 (Item op Sint Jans dach als men tspel speelde van den Sacramente). Het is echter goed mogelijk dat die rekeningpost betrekking heeft op een ouder spel over hetzelfde onderwerp en dat Jan Smeken het Bredase spel pas tegen het einde van zijn leven heeft geschreven.

## Tekstedities
- L.J. Rogier, Spel vanden Heiligen Sacramente van der Nyeuwer vaert. Blaricum: De Waelburgh, 1928.
- Arnold Saalborn, Dit is het spel van den Heiligen Sacramente van der Nieuwervaart. Een middeleeuws toneelspel in hedendaags Nederlands opnieuw uitgegeven, ingeleid, van verklarende aantekeningen voorzien. Met spel- en regie- aanwijzingen voor toneel-opvoering, Naarden: In de Toren, 1949.
- W.J.M.A. Asselbergs & A.P. Huysmans, Het Spel vanden Heilighen Sacramente vander Nyeuwervaert, Zwolle: Tjeenk Willink,  1955.
- Het spel van het Sacrament van Niervaert. Een laat-middeleeuws toneelstuk over een wonderbaarlijke hostie, geschreven door Jan Smeken. Kritische editie door Willem Kuiper en vertaling in hedendaags Nederlands door Ludo Jongen en Willem Kuiper. Wetenschappelijke uitleiding door Nadia van Pelt. Breda [Gilde van het heilig Sacrament van Niervaert] 2017. 84 p., (rijk) geïllustreerd.